# US Orléans
A Union Sportive Orléans Loiret Football (röviden US Orléans) egy 1902-ben alapított francia labdarúgócsapat, melynek székhelye Orléans-ban található. A klub színei: vörös és sárga. Hazai pályájuk a Stade de la Source, melynek befogadóképessége 5050 fő.

## Sikerlista
- Harmadosztály aranyérmes (1): 2013–14
- Francia kupa ezüstérmes (1): 1980

## Fordítás
- Ez a szócikk részben vagy egészben  az   US Orléans című angol Wikipédia-szócikk fordításán alapul.  Az eredeti cikk szerkesztőit annak laptörténete sorolja fel. Ez a jelzés csupán a megfogalmazás eredetét és a szerzői jogokat jelzi, nem szolgál a cikkben szereplő információk forrásmegjelöléseként.